# Bartosz Bida
Pour les articles homonymes, voir Bida.
Bartosz Bida, né le 21 février 2001 à Rzeszów en Pologne, est un footballeur polonais qui évolue au poste d'attaquant au Stal Stalowa Wola, en prêt du Miedź Legnica.

## Biographie

### Carrière en club
Né à Rzeszów en Pologne, Bartosz Bida est formé par le Jagiellonia Białystok. Il intègre l'équipe première en 2018.
En juillet 2018, il est prêté au Wigry Suwałki pour une saison.
Le 4 juillet 2019, Bartosz Bida prolonge son contrat avec son club formateur jusqu'en juin 2023. Le 19 juillet suivant, Bida joue son premier match avec l'équipe première du Jagiellonia Białystok, contre l'Arka Gdynia, lors de la première journée de la saison 2019-2020 du championnat de Pologne. Il s'illustre lors de ce match en inscrivant également son premier but, participant ainsi à la victoire de son équipe (0-3).
Le 6 juillet 2024, Bartosz Bida rejoint librement le Miedź Legnica. Il signe un contrat de deux ans, soit jusqu'en juin 2026, avec une année supplémentaire en option.
Le 12 février 2025, Bida est prêté par le Miedź Legnica au Stal Stalowa Wola jusqu'à la fin de la saison.

### En sélection
Avec les moins de 16 ans, il s'illustre en étant l'auteur d'un doublé face à l'équipe de France, le 21 mars 2017.
Bartosz Bida représente l'équipe de Pologne des moins de 17 ans, jouant un total de huit matchs pour trois buts marqués entre 2017 et 2018. Il marque notamment lors de sa première apparition le 17 octobre 2017 contre Saint-Marin après être entré en jeu (8-0 pour la Pologne score final). Il donne également la victoire à son équipe dans un match amical contre la France le 13 février 2018 (1-0 score final) et son troisième but intervient le 24 mars 2018 contre la Macédoine du Nord. Il est titulaire et capitaine ce jour-là, et participe ainsi à la victoire des siens (3-0).
Le 6 septembre 2019, Bartosz Bida joue son premier match avec l'équipe de Pologne espoirs, en étant titularisé face à la Lettonie. Les jeunes polonais s'imposent sur le score de un but à zéro dans ce match des éliminatoires de l'Euro espoirs 2021. Bida inscrit son premier but avec les espoirs le 13 octobre 2020, contre la Bulgarie (1-1), toujours dans le cadre des éliminatoires de l'Euro.